# لیلی شوارتزکوف
لیلی شوارتزکوف (انگلیسی: Lilli Schwarzkopf؛ زادهٔ ۲۸ اوت ۱۹۸۳) ورزشکار دو و میدانی اهل آلمان است.
وی در مسابقات کشوری و بین‌المللی در مجموع برندهٔ ۱ مدال نقره، ۱ مدال برنز شده‌است.